# Arderea afișajului
Arderea afișajului (în engleză "Screen burn-in") reprezintă decolorarea permanentă a suprafeței unui afișaj electronic cauzată de afișarea unei imagini statice pe o perioadă îndelungată de timp.

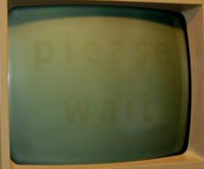
Arderea afișajului pe un monitor CRT monocrom. În cazuri severe, imaginea poate fi afișată și când monitorul este stins.

## Cauzele arderii afișajului
În cazul afișajelor electronice bazate pe fosfor (spre exemplu monitoarele bazate pe afișaje CRT sau afișaje cu plasmă), utilizarea neuniformă a pixelilor, cum ar fi afișarea îndelungată a unor imagini statice (text sau grafică), jocuri (inventar-ul, alte meniuri statice), sau anumite emisiuni cu grafici/texte statice (logo-uri, bară de informații etc.) poate provoca apariția unei imagini fantomă permanentă a acelor obiecte sau poate provoca degradarea calității imaginii. Acest lucru se datorează faptului că, compușii de fosfor care emit lumină pentru a produce o imagine își pierd luminanța (a nu se face confuzie cu luminescența) în timp. Utilizarea neuniformă are ca rezultat luminozitate inegală în anumite părți ale afișajului, iar în cazurile severe poate cauza imprimarea unei imagini fantomă a conținutului anterior. Chiar dacă imaginile fantomă nu pot fi recunoscute, efectele arderii afișajului reprezintă o degradare continuă a calității imaginii.
Durata de timp necesară pentru ca arderea vizibilă a afișajului să se dezvolte variază datorită multor factori, de la calitatea fosforului utilizat până la gradul de neuniformitate al utilizării sub-pixelilor. Este posibil să dureze doar câteva săptămâni pentru ca imaginile fantomă să fie vizibile, în special dacă afișajul arată o anumită imagine (spre exemplu o bară de meniu în partea de sus sau de jos a afișajului) constant, și o arată continuu în timp. În cazurile rare în care circuitele de deflecție orizontală sau verticală eșuează, toată energia de ieșire este concentrată pe o linie verticală sau orizontală pe afișaj, cauzând arderea aproape instantanee a afișajului.